# Aloe bulbillifera
Aloe bulbillifera é uma espécie de liliopsida do gênero Aloe, pertencente à família Asphodelaceae.